# Lionello De Felice
Lionello De Felice (* 9. September 1916 in Montoro Inferiore; † 14. Dezember 1989 in Rom) war ein italienischer Drehbuchautor und Filmregisseur.

## Leben
De Felice, Sohn aus vornehmer Familie (so heiratete sein Vater, ein Baron, die Cousine ersten Grades von Papst Leo XIII., Baronesse Clelia Ianotti Pecci), lebte einige Jahre in Neapel und später in Rom, wo er in Rechtswissenschaften abschloss. Er wandte sich jedoch der Schriftstellerei zu und schrieb Erzählungen, bald auch erste Drehbücher für Filme.
Nach dem Besuch des Centro Sperimentale di Cinematografia wurde er Assistent von Alessandro Blasetti, mit dem er bis 1948 zusammenarbeitete. 1951 debütierte er als Regisseur mit Senza bandiera und inszenierte in den Folgejahren einige bemerkenswerte Filme, darunter der hervorragende I tre ladri mit Totò. In den 1960er Jahren widmete er sich dem mythologischen und Historienfilm. 1969 traf er letztmals auf Blasetti, als er für dessen Simon Bolivar die Regie des zweiten Stabes übernahm.

## Filmografie (Auswahl)
- 1951: Senza bandiera
- 1952: Romanze meiner Sehnsucht (Il romanzo della mia vita)
- 1952: Die Helden des Sonntags (Gli eroi della domenica)
- 1953: Erste Liebe (L'età dell'amore)
- 1953: Hundert Jahre Liebe (Cento anni d'amore)
- 1954: Die Gaunerparade (I tre ladri)
- 1954: Hundert Jahre Liebe (Cento anni d'amore)
- 1960: Konstantin der Große (Costantino il grande)
- 1962: Die gewaltigen Sieben (Maciste, il gladiatore più forte del mondo) (Drehbuch)